# Hendikep u Gou
U većini sistema i na većini nivoa u igri Go, hendikep se daje da se nadoknadi razlika u snazi između igrača različitih rangova.

## Oblici hendikepa
U igri Go, hendikep se daje kamenjem i nadoknadnim poenima. Za razliku od izjednačene igre, u kojoj crni igra prvi, beli igra prvi potez u igri sa hendikepom (nakon što je postavljeno hendikep kamenje crnog).